# アンヴォワ
アンヴォワ（envoi, エンヴォイ、反歌、結びの句、跋）は、詩の（本文の）終わりにつく短いスタンザ（詩節、連）で、想像上または現実の人間に宛てるか、詩の本文の注釈するか、のどちらかに用いられる。

## 形式
アンヴォワは詩の全体の形式や詩人のニーズ・願望で決まり、形式については比較的流動的なものである。普通、アンヴォワは詩の本文のスタンザよりも行数が短い。さらに詩の本文で使われた押韻や響きを繰り返し用いる。たとえば、王侯用詩形は、押韻構成が「a-b-a-b-c-c-d-d-e-d-E」の11行のスタンザ（11行連）と、押韻構成が「d-d-e-d-E」の五行連のアンヴォワでできている。

## 初期の使用
アンヴォワが最初に現れたのは中世のトルヴェール、トルバドゥールの歌の中である。詩人の恋人・友人・パトロンに向けたものとして発展した。このように、アンヴォワは詩の本文とは独立したものと見ることが可能で、また、詩人にいくらかの利益をもたらす願望（愛する人の行為、さらなるパトロネージュ、など）を表明した。

## 発展
14世紀、フランスの詩は歌うものから書かれたものへと移行する傾向にあった。この新しい文学的詩に使われた主要な形式が2つあり、1つはバラードで、もう1つは王侯用詩形だった。バラードは最初にリフレイン形式を用いるが、詩の最後はアンヴォワで締めくくる。王侯用詩形は最初からアンヴォワを使った。
これらの形式の主唱者はクリスティーヌ・ド・ピザンとオルレアン公シャルル・ド・ヴァロワだった。しかし、作られた詩の中で、アンヴォワの性質は大きく変わった。時として詩人たちは、君主や抽象的な存在、たとえば権威ある人物の暗号としての「希望」「愛」などへの嘆願を持っていて、それを詩の主人公（たち）に言わせた。シャルル・ド・ヴァロワのいくつかの詩などは実在の王族に向けられている。しかし、それ以上に、アンヴォワは詩の本文の補強、あるいはメッセージを反語的に弱めるための注釈として用いられた。
ジャン・フロワサールは、トルバドゥールのパストゥレイユという形式を王侯用詩形に変換する時にアンヴォワを用いた。それはピザンやシャルル・ド・ヴァロワがやったことほど革新的ではなかったが、フロワサールのアンヴォワはいつも決まって君主に向けられるか、本文の内容を要約するために使われた。
14世紀以降、アンヴォワはバラード、王侯用詩形意外にヴィルレー・ヌーヴォー、セスティーナなど、多くの伝統的詩形になくてはならない部分と見られるようになった。英語詩でアンヴォワを使った詩は、ヘンリー・オースティン・ドブソン、アルジャーノン・チャールズ・スウィンバーン、エズラ・パウンドはじめ、さまざまな詩人たちによって書かれた。G・K・チェスタートンとヒレア・ベロックも自身のユーモラスで風刺的な詩にアンヴォワを付け足していた時期があった。

## 例
The gallows in my garden, people say,
Is new and neat and adequately tall;
I tie the noose on in a knowing way
As one that knots his necktie for a ball;
But just as all the neighbours--on the wall--
Are drawing a long breath to shout "Hurray!"
The strangest whim has seized me. . . . After all
I think I will not hang myself to-day.
To-morrow is the time I get my pay--
My uncle's sword is hanging in the hall--
I see a little cloud all pink and grey--
Perhaps the rector's mother will not call--
I fancy that I heard from Mr. Gall
That mushrooms could be cooked another way--
I never read the works of Juvenal--
I think I will not hang myself to-day.
The world will have another washing-day;
The decadents decay; the pedants pall;
And H.G. Wells has found that children play,
And Bernard Shaw discovered that they squall,
Rationalists are growing rational--
And through thick woods one finds a stream astray
So secret that the very sky seems small--
I think I will not hang myself to-day.
ENVOI
Prince, I can hear the trumpet of Germinal,
The tumbrils toiling up the terrible way;
Even to-day your royal head may fall,
I think I will not hang myself to-day.
-- G・K・チェスタートン『A Ballade of Suicide』